# The Football Craze
The Football Craze è un cortometraggio muto del 1908 diretto da Gilbert M. 'Broncho Billy' Anderson.

## Produzione
Il film fu prodotto dalla Essanay Film Manufacturing Company.

## Distribuzione
Il cortometraggio uscì nelle sale cinematografiche USA il 4 gennaio 1908.